# Laser cu puls ultrascurt

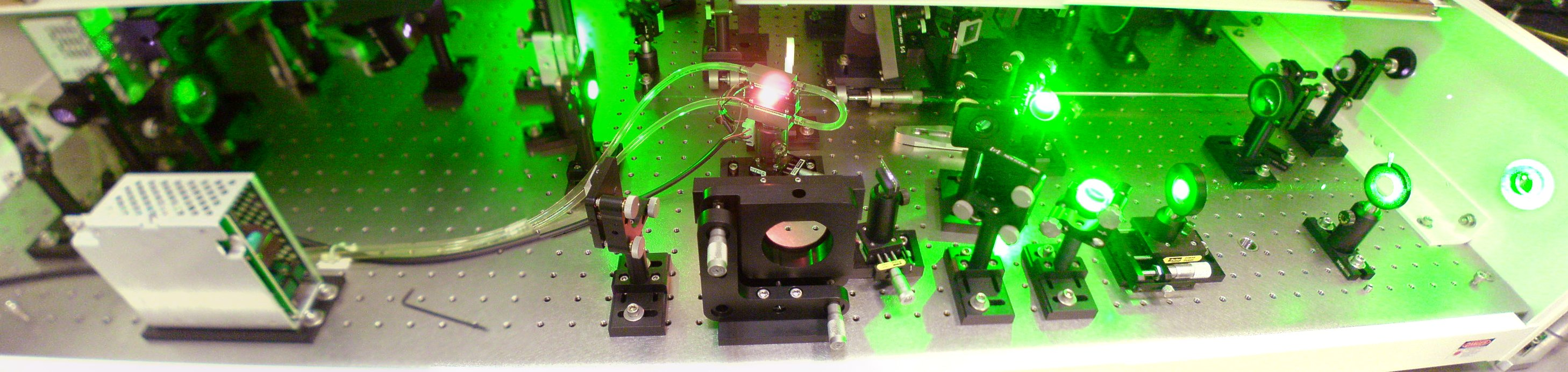
Amplificator de impuls ultrascurt Titan:Safir ODIN

Un laser cu impulsuri ultrascurte este un laser care emite impulsuri ultrascurte de lumină, în general de ordinul femtosecundelor, până la o picosecundă. Ele sunt, de asemenea, cunoscute sub numele de lasere ultrarapide datorită vitezei la care impulsurile „se pornesc” și „se opresc” – nu trebuie confundate cu viteza cu care se propagă lumina, fiind determinată de proprietățile mediului (și au o limită superioară), în special indicele său de refracție și poate varia în funcție de intensitatea câmpului (adică modulația de autofaza) și lungimea de undă (dispersia cromatică).  
Tehnologiile curente comune ce folosesc un laser cu impuls ultrascurt sunt: laserele Ti-Safir și laserele colorate. Puterea de iesire maximă necesită, de obicei, si un impuls ajustat de către un laser modelat cu o amplificare a pulsului ciripit. Pentru a putea face puterii optice uriașe trebuie să fie luată în considerare și optica neliniară. 

## Utilizare în inactivarea agenților patogeni
Tsen și colegii săi au dezvoltat o tehnologie SEPHODIS⁠(d) (dezinfecție fotonică selectivă) folosind un laser cu puls ultrascurt pentru a ucide viruși, inclusiv HIV, virusurile gripale și norovirusurile.     Tehnica pare să deterioreze capsidele virale, păstrând în același timp alte proteine și materiale biologice, deși aceste afirmații au fost contestate ulterior, în altă parte.  Tratamentul cu laser cu puls ultrascurt poate avea potențiale aplicații și în dezinfecția medicamentelor, în producerea de vaccinuri inactivate  și în posibilul tratament viitor al infecțiilor virale transmise prin sânge de la agenți precum HIV și virusul Ebola⁠(d).  

## Vezi de asemenea
- Amplificare optică parametrică
- Lista articolelor cu laser

## Linkuri exterioare
- Lasere ultrarapide: un ghid animat pentru funcționarea laserelor și amplificatoarelor Ti:Sapphire.